# Larviks hamn i månsken
Larviks hamn i månsken (norska: Larvik havn i måneskinn) är en oljemålning av den norske landskapsmålaren Johan Christian Dahl från 1839. Den ingår i Nasjonalmuseets samlingar i Oslo. 
År 1838 började Dahl arbetet med att måla två målningar i samma storlek som skulle utgöra en pendang och ställas ut på Kungliga slottet i Kristiania (nuvarande Oslo). Den första målningen var Hellefossen vid Hokksund (norska: Hellefossen ved Hokksund) som föreställer ett landskap från Hokksund i Buskerud fylke. Året därpå färdigställde han Larviks hamn i månsken, en skildring av en stilla sommarkväll i Larvik i Vestfold fylke. Istället för att hamna på slottet köptes båda målningarna av det ännu inte öppnade Nasjonalmuseet (det öppnade 1842).
Dahl var från 1818 bosatt i Dresden där han inledningsvis målade många norska landskap utan att ha någon närmare kännedom om landet bortsett från sin hemstad Bergen. Men år 1826 företog han sin första längre Norgeresa då han tog sig från Christiania via Hokksund, Telemark, Hardangervidda till Bergen. Han målade då en skiss över Hellefossen som idag ägs av Nasjonalmuseet. Dahls arbetsmetod var att göra skisser på plats i naturen för att sedan omvandla dem till oljemålningar i sin ateljé, vilket i detta fall dröjde tolv år innan Hellefossen vid Hokksund färdigställdes. År 1847 gjorde han även en mindre oljemålning över Hellefossen, också den är i Nasjonalmuseets ägo. 
Den andra Norgeresan gick utmed kusten från Christiania via bland annat Larvik till Bergen 1834. I Larvik utförde han ett stort antal skisser över såväl samhället som marina motiv. Dessa låg till grund till Larviks hamn i månsken som tillkom 1839. Dahl målade många landskap i månsken, till viss del inspirerade av en holländske 1600-talsmålaren Aert van der Neer. Bland annat målade han månskensmålningar av Dresden, Köpenhamn och Kronborgs slott. Han var också inspirerad av sin konstnärsvän i Dresden, Caspar David Friedrich. Denne målade ofta små ryggvända gestalter som ser ut över ett landskap eller ett hav i skymningsljus eller månsken.

## Bilder

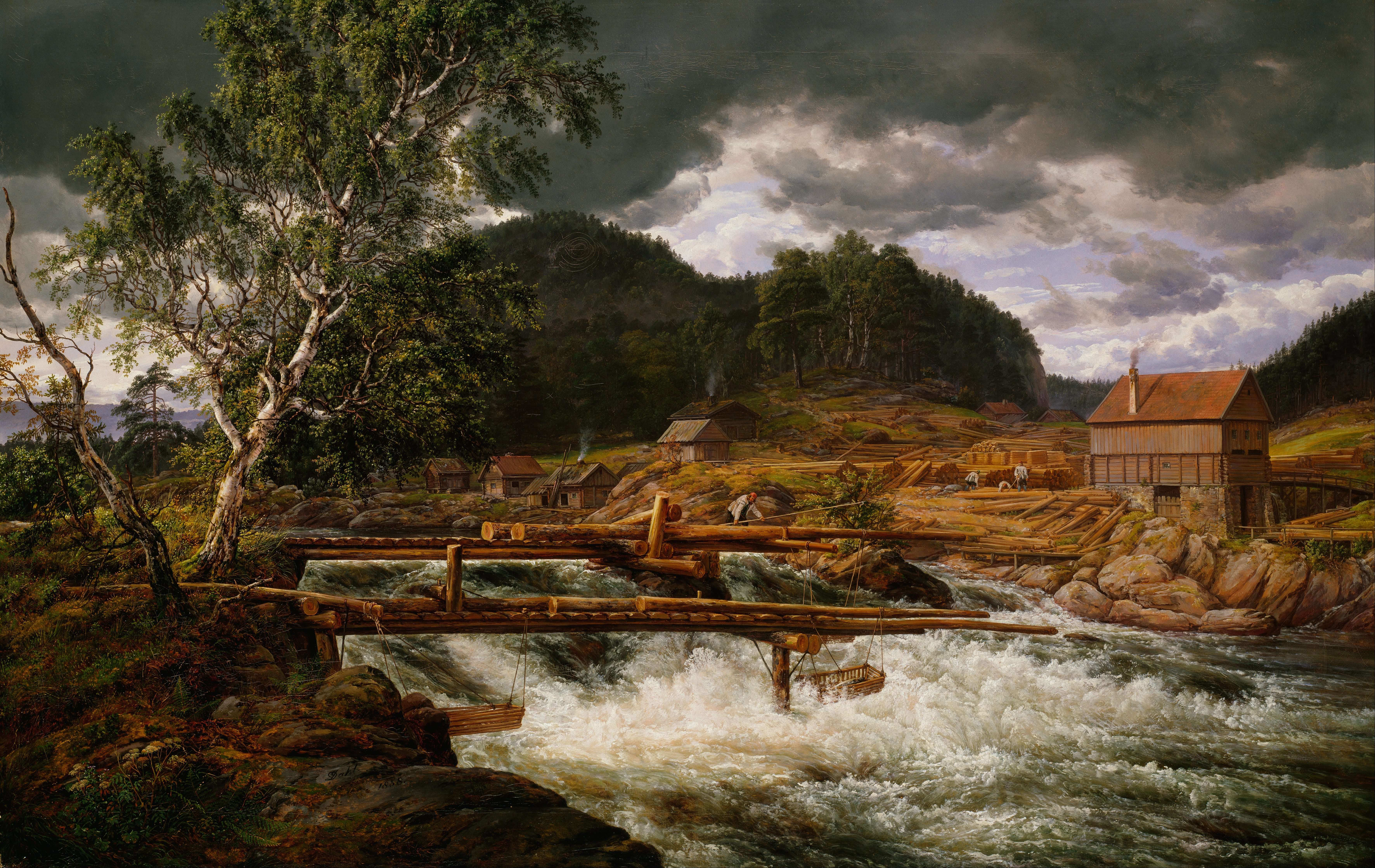
Dahls Hellefossen vid Hokksund från 1838. Den är 98 x 154,2 cm stor och också utställd på Nasjonalmuseet.
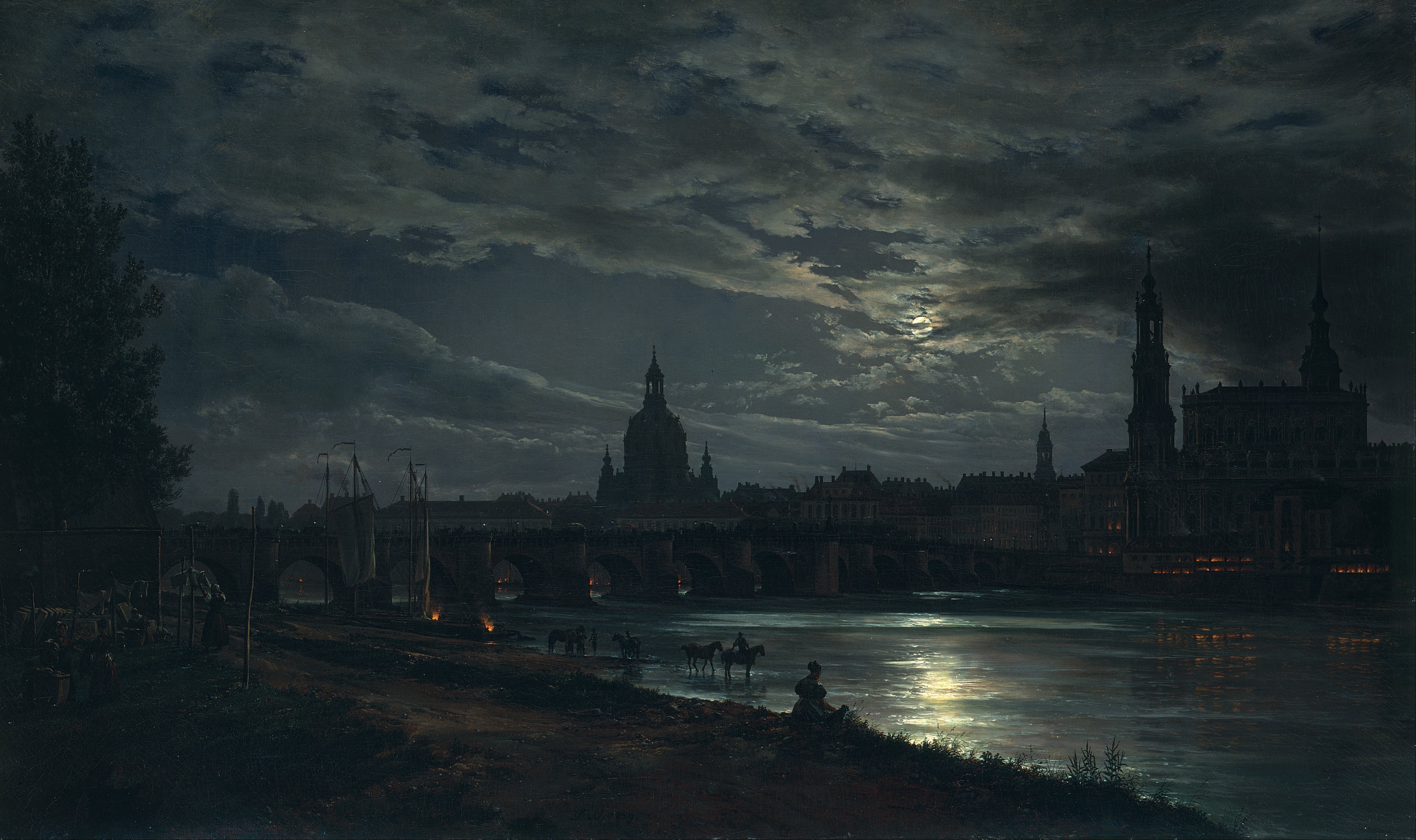
Dahls Utsikt över Dresden i månsken (tyska: Blick auf Dresden bei Vollmondschein) från 1839. Galerie Neue Meister.
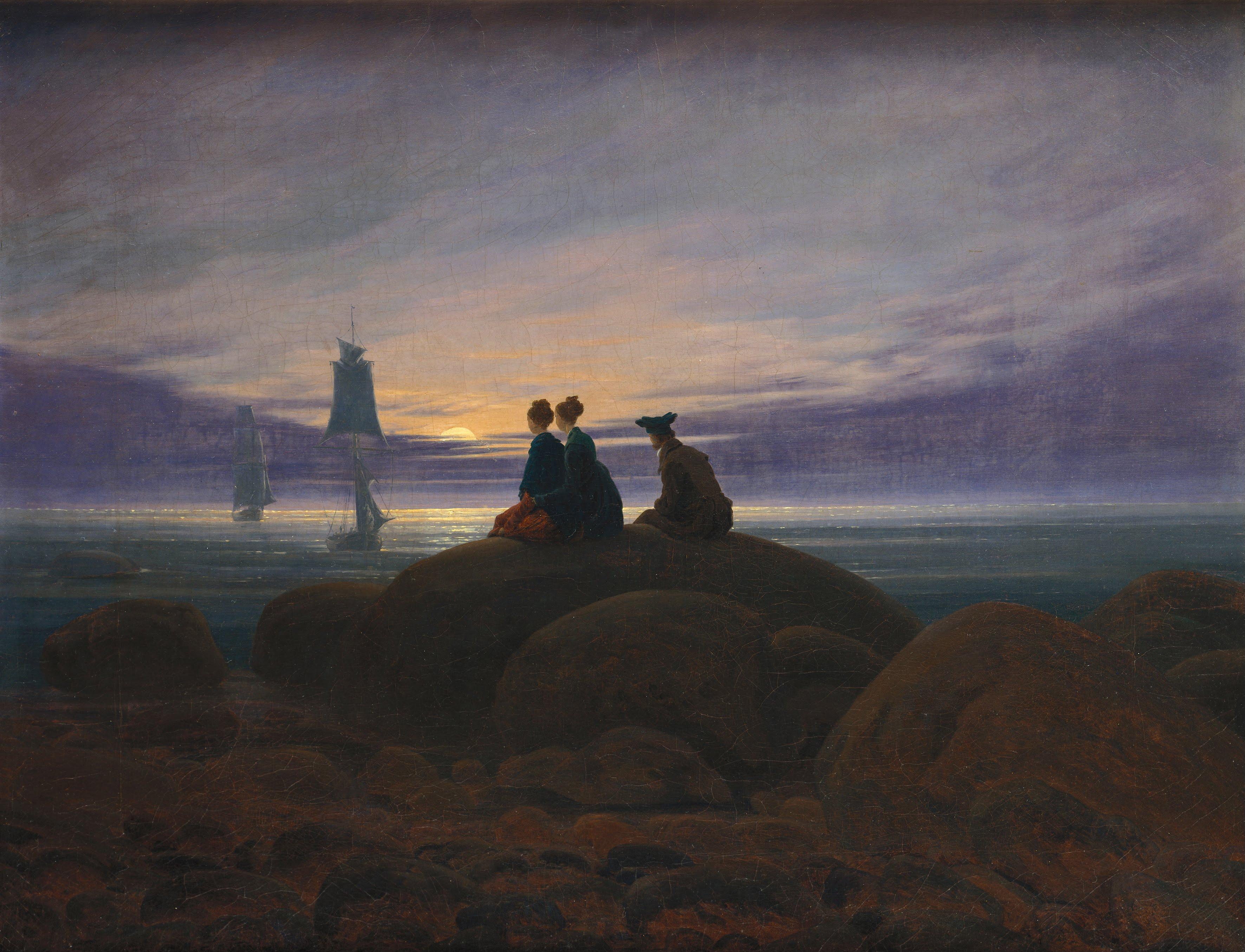
Friedrichs Månuppgång över havet (tyska: Mondaufgang am Meer) från 1822. Alte Nationalgalerie.